# فرزاد سلیمی
فرزاد سلیمی (۱۳۴۰ در لاهیجان)، آموزگار و مخترع ایرانی است. وی که ۳۰۰ نفر از نزدیکان خود را در زمین‌لرزه رودبار از دست داده بود، اختراعی به نام اتاق امن زلزله را تکمیل نمود و به ثبت رسانید. در این طرح یکی از اتاق‌های منزل ایمن‌سازی می‌شود و امکانات اولیه در آن تعبیه می‌گردد تا در هنگام زلزله به عنوان پناهگاه مورد استفاده قرار گیرد. این طرح برنده جایزه جشنواره مطبوعات در سال ۱۳۸۳ شد.

## دستبرد فکری به اختراع اتاق امن
وی در زمان مدیریت محمود احمدی‌نژاد طرح خود را به شهرداری تهران ارائه داد. اما پس از مدتی آن طرح را به نام خود به ثبت رساندند. کتابی در معرفی این طرح توسط محمود احمدی‌نژاد، علی اکبر محرابیان و موسی مظلوم با همکاری مازیار حسینی (مدیر بحران شهرداری) منتشر گردید. سلیمی به دادگاه شکایت برد و حکم دادگاه اولیه و تجدید نظر به نفع وی صادر شد.